# Diego Hypólito
Diego Matias Hypólito (* 19. Juni 1986 in Santo André) ist ein brasilianischer Kunstturner. Seine besten Einzelgeräte sind Boden und Sprung. Am 26. November 2005 wurde Hypólito in Melbourne der erste brasilianische Weltmeister im Kunstturnen. Danach gewann er die Silbermedaille bei den Weltmeisterschaften 2006 in Aarhus (Dänemark) am Boden. Bei der WM 2007 in Stuttgart gewann er die Goldmedaille am Boden. Vier Jahre später in Tokio gewann er am gleichen Gerät Bronze.
Bei den Olympischen Sommerspielen 2016 in Rio de Janeiro gewann Hypólito mit 15,533 Punkten am Boden die Silbermedaille.
Seine ältere Schwester Daniele ist ebenfalls Kunstturnerin.